# Saukowie

Dwaj wojownicy, Sauk (L) i Lis (P)

Saukowie, właściwie Osakiwugi (ang. Sac) – plemię Indian Ameryki Północnej należące do algonkiańskiej rodziny językowej, kulturowo powiązane z plemionami Kickapoo i Potawatomich.
Pierwotnie zamieszkiwali większą część lasów północnego Wisconsin, następnie zostali wyparci przez Czipewejów i osiedlili się pomiędzy południowym brzegiem Jeziora Górnego, zachodnim brzegiem Jeziora Michigan i wschodnim brzegiem Missisipi. Tam też zjednoczyli się ze spokrewnionym plemieniem Lisów, tworząc duże, silne i wojownicze plemię. Od tej pory, często wspierani przez Dakotów, prowadzili ustawiczną wojnę z Czipewejami. W 1804 roku Amerykanie zaprosili Sauków na rozmowy pokojowe. Niektórzy wodzowie udali się do St. Louis, gdzie zostali poczęstowani alkoholem i zaproponowano im podpisanie traktatu, który oddawał Stanom Zjednoczonym 6 milionów hektarów terenów plemiennych w zamian za nieco ponad 2 tysiące dolarów.
Gdy w 1812 roku wybuchła wojna brytyjsko-amerykańska, część Sauków pod wodzą Czarnego Jastrzębia stanęła po stronie Brytyjczyków. Tymczasem główny wódz obu plemion, Keokuk, był stronnikiem Amerykanów. Rozdźwięki w plemionach pogłębiły się, gdy Keokuk oddał Stanom Zjednoczonym wszystkie tereny plemienne, położone na wschód od Missisipi. W 1833 roku Saukowie rozpoczęli działania wojenne znane później jako „Wojna Czarnego Jastrzębia”. W wyniku przegranej musieli opuścić tereny na wschód od Missisipi i dołączyć do Lisów, osiadłych już na terenie obecnego stanu Iowa.
Liczebność w roku 2000: Według danych U.S. Census Bureau, podczas spisu powszechnego w 2000 roku 4206 obywateli USA zadeklarowało, że ma pochodzenie wyłącznie Sac and Fox, zaś 6578 oświadczyło, że ma pochodzenie wyłącznie lub między innymi Sac and Fox.